# Philomene Hartl-Mitius

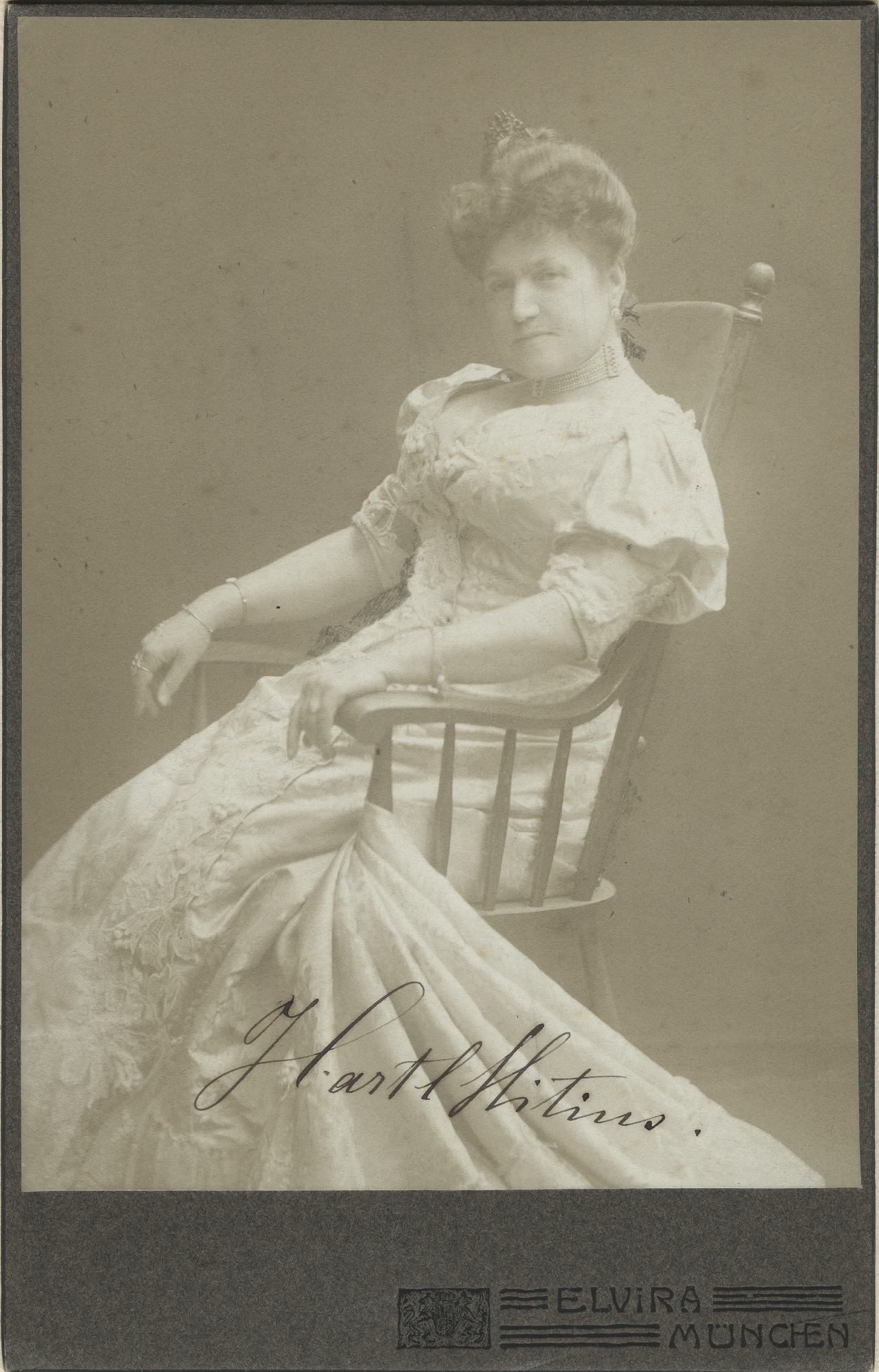
Philomene Hartl-Mitius, Aufnahme des Atelier Elvira

Philomene Hartl-Mitius, auch Philomena, geborene Philomene Waschmitius (* 14. April 1852 in München; † 27. Juli 1928 ebenda) war eine königlich-bayerische Hofschauspielerin und Schriftstellerin. 

## Leben
Philomene Waschmitius war eine Tochter eines bayerischen Regierungsbeamten, sie hatte sechs Geschwister. Sie wurde zu Erziehung in das Kloster der Englischen Fräulein nach Nymphenburg geschickt. 1865 verließ sie dies und durfte nur Schauspielerin werden, wenn ein namhafter Künstler ihren Vater überzeugte. Diese Aufgabe übernahm der Hofschauspieler Heinrich Richter, und sie wurde unter anderem von Klara Ziegler für die Bühne ausgebildet. Seit 1868 spielte sie an den Bühnen von Olmütz und Nürnberg, seit 1871 schließlich gehörte sie dem Münchner Gärtnerplatztheater an, wo sie vor allem bayerische Dialektrollen übernahm und sich großer Popularität erfreute. 
Sie betätigte sich auch als Schriftstellerin, vor allem als Verfasserin von Volksstücken, wie "Der goldene Boden" oder "Der Protzenbauer" und Operetten wie "Die Dorfschwalbe" und "Theatertypen" sowie des Romans "Odysseus im Salon".  Im Auftrag von Ludwig II. schrieb sie für seine privaten Sondervorstellungen ein Historiendrama aus dem Leben von Ludwig XV. mit dem Titel Der Verstoßene. 1899 beendete sie ihre Bühnenlaufbahn. Hartl-Mitius war seit 1876 verheiratet mit dem Kommerzienrat Franz Hartl. Aus der Ehe gingen vier Söhne hervor, u. a. der Kapellmeister und Operettenkomponist Bruno Hartl.